# New la comédie musicale improvisée
Pour les articles homonymes, voir New.
 (juin 2014).
New la comédie musicale improvisée, est un spectacle multidisciplinaire créé en direct à partir d’un titre (et souvent d’un lieu) inventé(s) par le public. Fondé en 2011 par Florian Bartsch à Paris, le concept de New repose sur l’interaction entre les comédiens-chanteurs, les musiciens, l’imprographiste et le public.

## Origine
C’est entre 2003 et 2006 que Florian Bartsch teste le format de comédie musicale improvisée avec sa troupe anglophone « The Improfessionals ». En 2011, il lance avec Peter Corser (qui deviendra plus tard le directeur musical de New) les ateliers « Yellow Submarine », ateliers de chant improvisé ouverts aux professionnels et aux amateurs. À l’issue de cet atelier, Florian décide de lancer « New, la comédie musicale improvisée ».

## Concept
Chaque soir de représentation repose sur une équipe composée de:
- 4 à 6 comédiens chanteurs
- 2 à 4 musiciens
- 1 imprographiste
- 1 maître de cérémonie (optionnel)

Depuis sa naissance, New la comédie musicale improvisée a développé de nouveaux formats :
- Mini-New (spectacle jeune public)
- New the improvised musical (version anglophone de New)
- New événementiel (team-building en entreprise, etc)
- New SCIENCE (l’équipe de New improvise une comédie musicale, inspirée d’un discours scientifique  en direct).

## Actuels[Quand?]ou anciens membres de New
- Florian Bartsch (Producteur et Directeur artistique)
- Antoine Lefort (Directeur artistique)
- Comédiens-Chanteurs (spectacles en Français): Florence Alayrac, Pierre Babolat, Florian Bartsch, Thierry Bilisko, Cloé Horry (Anne, le musical) , Perrine Mégret, Elsa Pérusin (Le Rouge et le Noir (comédie musicale)), Emmanuel Quatra
- Comédiens-Chanteurs (spectacles en Anglais): Robert Brazil, Charlotte Donnelly, Lexie Kendrick, Perrine Megret, Emma Scherer, Laura Woody, Barbara Weber-Scaff (Code Lyoko, Arthur et la Vengeance de Maltazard, Calamity Jane)
- Musiciens : Cyril Barbesol, Paul Colomb, Peter Corser (Valise Blues avec Benjamin Siksou, Laurent Coulondre, Nicolas Didier, Samuel Domergue, Florence Kraus Urban Sax, Antoine Lefort, Yann Lupu, Niels Mestre, David Rémy, William Rollin, Armel Dupas
- Illustrateurs : Loic Billiau, Aurélie Bordenave, Sophie Raynal
- Ingénieurs de son : Pierre Bonnet, Pierre Favrez, Jasmine Scheuermann, Jean-Louis Waflard
- Eclairage : Sam Dineen, Alban Rouge

- Anciens membres (liste non exhaustive): Jeanne Chartier de Les Kassos, Fayssal Benbahmed de Tous les soleils (film), Zacharie Saal de Anne, le musical, June McGrane, Emmanuelle Zagoria, Olivier Raynal, Bertrand Rakotoasitera, Agnès Bove,